# Lawrence Chaney
Lawrence Chaney (Glasgow, 16 de outubro de 1996), nome artístico de Lawrence Maidment, é uma drag queen escocesa conhecida por ser a vencedora da segunda temporada do programa televisivo RuPaul's Drag Race UK. Foi a primeira drag queen de origem escocesa e a segunda concorrente plus size a vencer uma temporada da franquia Drag Race. O seu desempenho no programa rendeu-lhe o Prêmio do Público BAFTA Escócia de 2021.

## Carreira
Exerce profissionalmente como artista drag desde 2014 em Glasgow. Em uma entrevista ao jornal britânico Metro, disse que a escolha do seu nome drag "Chaney" foi inspirada na prolífica estrela do cinema mudo dos anos 1920, Lon Chaney, explicando que "ele era conhecido como o homem das mil faces e eu sou conhecida como a rainha das mil faces, porque sou boa em imitação, vozes estúpidas e palhaçada em geral".

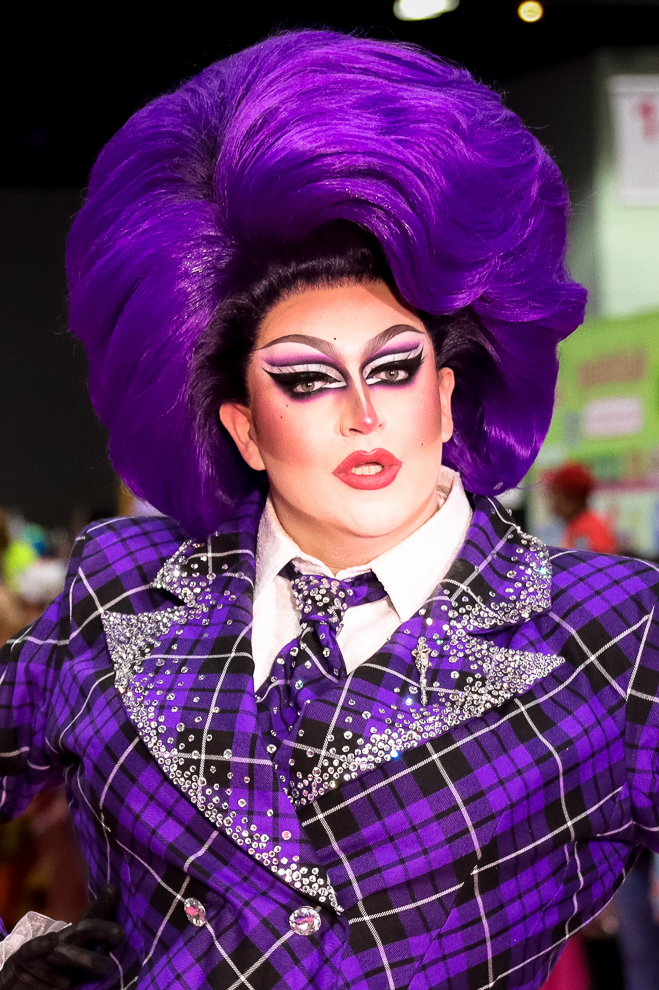
Lawrence Chaney em 2023

Em dezembro de 2020, foi anunciada como uma das doze concorrentes que competiriam na segunda temporada do RuPaul's Drag Race UK, acabando por granhar o concurso de reality tv e caça-talentos a 18 de março de 2021, tornando-se na primeira concorrente escocesa e segunda performer plus size vencedora de uma temporada da franquia de Drag Race, após Natalia Pliacam da 1ª temporada do programa Drag Race Thailand. Como parte do seu prémio, Lawrence Chaney foi premiada com sua própria série de televisão online, mais tarde intitulada Tartan Around, que estreou em 2022.
Após a sua participação no programa, foi fotografada e entrevistada para o períodico The Guardian, ao lado de Tayce, Bimini Bon Boulash e Ellie Diamond, suas colegas finalistas, e mais tarde para a Vogue britânica, seguindo-se uma turnê pelo Reino Unido ao lado de A'Whora, Bimini Bon-Boulash e Tayce, organizada pela produtora United Kingdolls Tour e o promotor Klub Kids, e em fevereiro de 2022, outra digressão, RuPaul's Drag Race UK: The Official Tour, ao lado de todo o elenco da segunda temporada de RuPaul's Drag Race UK, em associação com a World of Wonder e a promotora Voss Events.
Em 2021, foi também capa do "Tea Time Digital Special" da revista Attitude, em associação com app Taimi, convidado especial e palestrante no evento digital National Student Pride 2021 e tornou-se colaborador da BBC e da BBC Sounds, nomeadamente com o programa "Drag Day", emitido sábado de manhã na BBC Radio 1, ao lado de Arielle Free e outras drag queens.
Ainda 2021, publicou a sua autobiografia (Drag) Queen of Scots: The Dos and Don'ts of a Drag Superstar.

## Vida pessoal
Cresceu em Helensburgh, na Escócia, e posteriormente em Newbury, na Inglaterra. Atualmente reside em Gorbals, Glasgow, Escócia, tendo expressado o seu apoio à independência escocesa.
Sobre a sua identidade de gênero, Lawrence Chaney declarou em um artigo para o jornal i : "Acho que a melhor maneira de descrever o meu gênero é fluido, mas isso não é finito. Vejo-me em constante evolução e sempre descobrindo mais sobre mim mesmo."
Lawrence Chaney também tem o pseudônimo de Cameron Storer.

## Filmografia

### Televisão
| Ano  | Título                                  | Papel       | Notas                                                 | Ref    |  |
| ---- | --------------------------------------- | ----------- | ----------------------------------------------------- | ------ |  |
| 2019 | Mother Tuckers                          | Si própria  | Documentário televisivo                               | [ 20 ] |  |
| 2021 | RuPaul's Drag Race UK                   | Concorrente | Vencedora (2ª temporada)                              | [ 1 ]  |  |
| 2021 | Lorraine                                | Si própria  | Convidada                                             | [ 21 ] |  |
| 2021 | Celebrity Juice                         | Si própria  | Convidada                                             | [ 22 ] |  |
| 2021 | The Hit List                            | Si própria  | Convidada                                             | [ 23 ] |  |
| 2021 | The Great British Sewing Bee            | Si própria  | Convidada                                             | [ 24 ] |  |
| 2022 | Cherry Valentine: Gypsy Queen and Proud | Si própria  | Documentário da BBC                                   | [ 25 ] |  |
| 2022 | Ant &amp; Dec's Saturday Night Takeaway | Si própria  | Performer no End of the Show Show                     | [ 26 ] |  |
| 2022 | Celebrity Gogglebox                     | Si própria  | Convidada                                             | [ 27 ] |  |
| 2022 | Blankety Blank                          | Themself    | Guest                                                 | [ 28 ] |  |
| 2022 | Martin Compston's Scottish Fling        | Si própria  | Minisérie da BBC Scotland; Episódio: "The West Coast" | [ 29 ] |  |
| 2022 | Celebrity Lingo                         | Si própria  | Convidada                                             | [ 30 ] |  |
| 2022 | The Wheel                               | Si própria  | Convidada                                             | [ 31 ] |  |
| 2022 | RuPaul's Drag Race UK                   | Si própria  | Convidada (4ª temporada)                              |        |  |
| 2022 | Lawrence Chaney's Homecoming Queens     | Si própria  | Apresentadora                                         |        |  |
| 2024 | Slaycation                              | Si própria  | Participante                                          |        |  |
| 2025 | RuPaul's Drag Race                      | Si própria  | Convidada (17ª temporada)                             |        |  |

### Rádio
| Ano  | Título                                              | Papel      | Notas       | Ref    |
| ---- | --------------------------------------------------- | ---------- | ----------- | ------ |
| 2021 | Radio 1 Drag Day com Lawrence Chaney e Arielle Free | Si própria | BBC Radio 1 | [ 32 ] |

### Websérie
| Ano  | Título                           | Papel      | Notas                     | Ref    |
| ---- | -------------------------------- | ---------- | ------------------------- | ------ |
| 2021 | National Student Pride 2021      | Si própria | National Student Pride    | [ 12 ] |
| 2021 | Cosmo Queens UK                  | Si própria | Cosmopolitan UK           | [ 33 ] |
| 2021 | I Like to Watch UK               | Si própria | Netflix UK                | [ 34 ] |
| 2022 | Tartan Around                    | Si própria | WOWPresents+ Original     | [ 35 ] |
| 2022 | God Shave the Queens             | Si própria | Featured Queen            | [ 36 ] |
| 2022 | Bring Back My Girls              | Si própria | Convidada                 | [ 37 ] |
| 2023 | Give It to Me Straight           | Si própria | Convidada                 | [ 38 ] |
| 2023 | Binge Queens                     | Si própria | Convidada                 | [ 39 ] |
| 2024 | The Pit Stop                     | Si própria | Convidada                 | [ 40 ] |
| 2024 | RuPaul's Drag Race Live Untucked | Si própria | WOWPresents Plus Original | [ 41 ] |
| 2024 | House of Laughs                  | Si própria | WOWPresents Plus Original |        |
| 2024 | Touch-Ups with Raven             | Si própria |                           |        |

## Discografia

### Como artista principal
| Título                                                                | Ano  | Álbum  |
| --------------------------------------------------------------------- | ---- | ------ |
| "We Werk Together" (with Ant & Dec, The Vivienne and Krystal Versace) | 2022 | Single |

### Como artista convidada
| Título                                                                              | Ano  | Picos       | Picos     | Álbum |
| Título                                                                              | Ano  | Reino Unido | UK Top 40 | Álbum |
| ----------------------------------------------------------------------------------- | ---- | ----------- | --------- | ----- |
| "<i>UK Hun?</i>" (com o elenco da segunda temporada de RuPaul's Drag Race UK)       | 2021 | 27          | 3         |       |
| "A Little Bit of Love" (com o elenco da segunda temporada de RuPaul's Drag Race UK) | 2021 | —           | —         |       |
| "UK Hun?" (Frock Destroyers com Lawrence Chaney)                                    | 2021 | —           | —         |       |

## Teatro e Digressões
| Ano  | Título                                   | Promotor                      | Localização | Ref    |
| ---- | ---------------------------------------- | ----------------------------- | --- | ------ |
| 2021 | Squirrel Friends                         | Klub Kids                     | Londres, Manchester, Birmingham, Liverpool e Newcastle | [ 47 ] |
| 2021 | United Kingdolls The Tour                | Klub Kids                     | Torquay, Southampton, Newcastle, Glasgow, Sheffield, Leeds, Cardiff, Liverpool, Manchester, Birmingham e Londres                                                                                                | [ 9 ]  |
| 2021 | The Lawrence Chaney Show                 | Klub Kids                     | Reading, Southampton, Torquay, Bath, Exeter, Plymouth, Nottingham, Hull, Londres, Sheffield, Birmingham, Cardiff, Leeds, Manchester, Liverpool, Middlesbrough, Newcastle, Glasgow, Edimburgo, Dundee e Brighton | [ 48 ] |
| 2022 | RuPaul's Drag Race UK: The Official Tour | Voss Events / World of Wonder | Ipswich, Oxford, Edimburgo, Glasgow, Newcastle, Nottingham, Bournemouth, Southend, Manchester, Sheffield, Blackpool, Llandudno, Birmingham, Cardiff, Liverpool, Basingstoke, Portsmouth, Plymouth e Londres     | [ 10 ] |
| 2022 | United Kingdolls Tour                    | ITD Events / Klub Kids        | Sydney, Adelaide, Melbourne, Brisbane, Auckland e Wellington | [ 49 ] |

## Prémios e nomeações
| Ano  | Cerimônia de premiação              | Categoria              | Papel                                                         | Resultados | Ref. |
| ---- | ----------------------------------- | ---------------------- | ------------------------------------------------------------- | ---------- | ---- |
| 2021 | 31º British Academy Scotland Awards | Prémio do Público      | Si própria                                                    | Vencedora  |      |
| 2022 | The WOWIE Awards                    | Prémio de Melhor Livro | (Drag) Queen of Scots: The Dos and Don'ts of a Drag Superstar | Vencedora  |      |

## Links externos
- Lawrence Chaney no Instagram
- Lawrence Chaney no X